# Married in Haste (film 1910)
Married in Haste  è un cortometraggio muto del 1910 diretto da Lewin Fitzhamon.

## Trama
Un'agenzia matrimoniale fornisce un uomo non solo di una moglie, ma anche di una famiglia numerosa.

## Produzione
Il film fu prodotto dalla Hepworth.

## Distribuzione
Distribuito dalla Hepworth, il film - un cortometraggio di 144,78 metri - uscì nelle sale cinematografiche britanniche nell'aprile 1910.
Si conoscono pochi dati del film che, prodotto dalla Hepworth, fu distrutto nel 1924 dallo stesso produttore, Cecil M. Hepworth. Fallito, in gravissime difficoltà finanziarie, il produttore pensò in questo modo di poter almeno recuperare il nitrato d'argento della pellicola.